# Sidereus Nuncius
Sidereus Nuncius (tiếng Việt: Sứ giả các vì sao hay Thông điệp từ các vì sao) là một chuyên luận thiên văn học ngắn của nhà khoa học người Ý Galileo Galilei. Tác phẩm này dược tiếng bằng tiếng Tân Latin và được xuất bản vào ngày 13 tháng 3 năm 1610. Đó là tác phẩm khoa học được xuất bản đầu tiên dựa trên những quan sát bằng kính thiên văn và nó bao gôm những kết quả mà Galilei có được trong những quan sát đầu tiên, cụ thể là về bề mặt không hoàn hảo và nhiều núi của Mặt Trăng, hàng trăm vì sao đã không thể được nhìn thấy trong dải Ngân Hà hoặc các chòm sao xác định với mắt thường cũng như các thiên thể được gọi là Vệ tinh Galileo xuất hiện tạo thành vòng xung quanh Mộc tinh.
Từ nuncius được sử dụng thông thường trong khoảng thời gian đó để nói về sứ giả, tuy nhiên nó cũng có thể dùng với nghĩa là thông điệp. Mặc dù tiêu đề của cuốn sách được dịch sang tiếng Anh là Sứ giả các vì sao, nhiều bản thảo của Galilei cho tác phẩm cũng như những bản viết tay sau đó có liên quan đã đề cập rằng mục tiêu ban đầu của tác phẩm là "đơn giản để báo cáo thông tin về sự phát triển hiện tại của thiên văn học, chứ không phải đặt nó một cách trang trọng như một đại sứ từ thiên đường". Vì thé sự phiên dịch đúng là Thông điệp từ các vì sao.
Một bản sao chép của phiên bản gốc là một cuốn sách hiếm có giá trị và vào tháng 12 năm 2010 nó đã được bán đấu giá với giá 662500 dollar Mỹ, bao gồm cả phí bảo hiểm.

## Kính thiên văn
Kính thiên văn đầu tiên xuất hiện vào năm 1608 tại Hà Lan khi người sáng chế xứ Middelburg Hans Lippershey cố gắng duy trì sự sáng chế trên đó. Vào năm 1609, Galilei đã có nghe về nó và đã xây dựng phiên bản cải thiện dành cho chính mình. Ông có lẽ không phải là người đầu tiên hỗ trợ cho phát minh mới để có thể quan sát bầu trời về đêm nhưng kính thiên văn của ông là cái đầu tiên mang tính hệ thống (và được sản xuất) để nghiên cứu về các vật thể trong vũ trụ. Một trong những chiếc của ông có độ phóng đại từ 8 đến 10 lần và được làm với bằng những thấu kính mà chính Galilei tự làm. Độ phóng đại đã được nâng lên 20 lần trong chiếc mà ông hay sử dụng. Đó cũng là chiếc mà ông dùng để quan sát và ghi lại trong Sidereus Nuncius.

## Nội dung
Sidereus Nuncius bao gồm hơn 17 hình vẽ và sơ đồ về Mặt Trăng, những chòm sao xác định như là Orion, Pleiades và Taurus cũng như các vệ tinh Galileo của Mộc tinh. Tác phẩm cũng bao gồm những mô tả, giải thích và lý thuyết xuất phát từ các quan sát của ông.

### Mặt Trăng

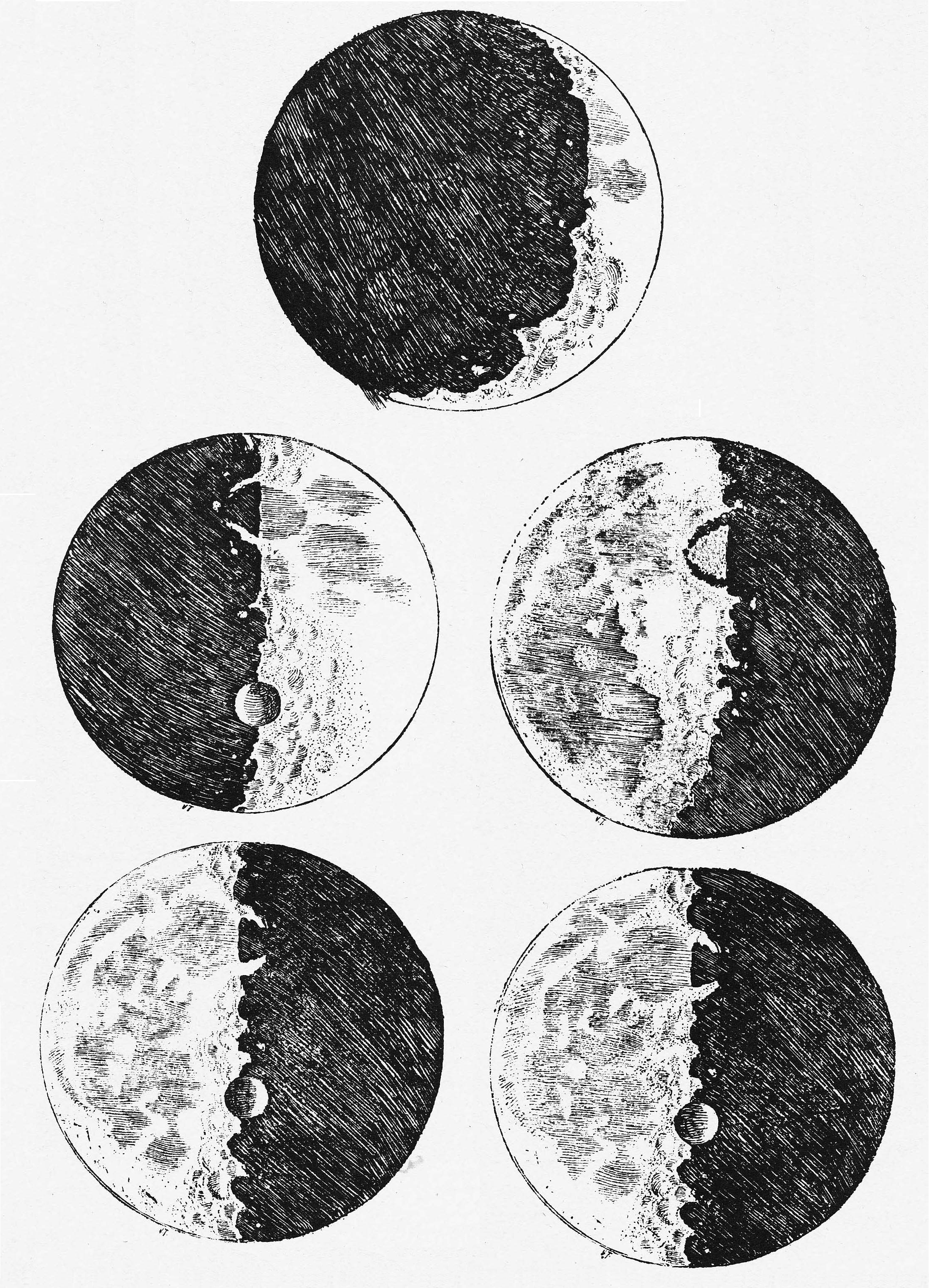
Phác thảo mặt trăng của Galilei từ Sidereus Nuncius.

Khi quan sát Mặt Trăng, Galilei đã nhìn thấy một đường tách biệt ngày mặt trăng từ ban đêm trở nên bằng phẳng khi nó qua vùng tối của Mặt Trăng nhưng trở nên bất thường khi nó qua vùng sáng hơn. Từ quan sát đó, ông cho rằng vùng tối hơn bằng phẳng và là vùng thấp, và vùng sáng hơn gồ ghề và nhiều núi. Dựa trên những ước tính khoảng cách giữa các đỉnh núi trên Mặt Trăng, ông đã đánh giá khá chính xác rằng những ngọn núi trên Mặt Trăng cao ít nhất 4 dặm. Đường khắc Galilei đã phát hiện trên Mặt Trăng đã cung cấp một hình thức mới của sự diễn tả trực quan, bên cạnh đó định hình nguyệt học (selenography), môn học nghiên cứu về các đặc điểm của Mặt Trăng.

## Các vì sao

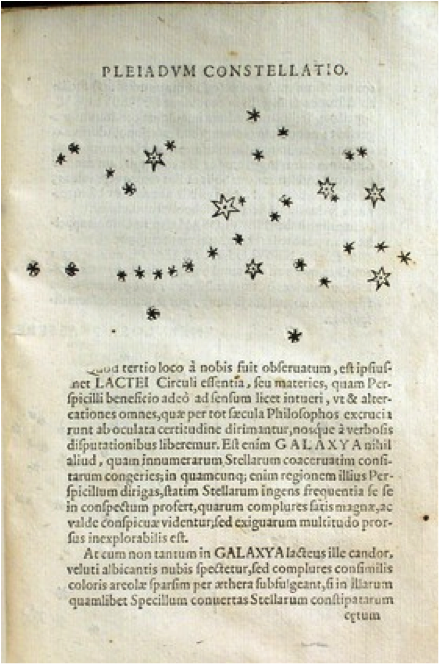
Các bản vẽ của Galileo về cụm sao Pleiades từ Sidereus Nuncius. Hình ảnh lịch sử của Lịch sử Bộ sưu tập Khoa học, Thư viện Đại học Oklahoma.

Galilei đã báo cáo rằng ông đã nhìn thấy ít nhất mười lần số ngôi sao đi qua kính thiên văn có thể nhìn thấy nhiều hơn bằng mắt thường. Và ông đã xuất bản các bản đồ sao gòm vòng Orion và chùm sao Pleiades cho thấy một vài trong số những ngôi sao mới được phát hiện. Với mắt thường, các nhà quan sát có thể nhìn thấy chỉ 6 ngôi sao trong chòm Taurus. Tuy nhiên, với chiếc kính thiên văn Galilei có thể quan sát 35 ngôi sao - nhiều nhất có thể trong 6 lần quan sát. Khi ông trở lại quan sát chòm Orion, ông có thể nhìn thấy 8 ngôi sao, hơn cả chín lần quan sát trước đó. Trong sidereus Nuncius, Galilei đã sửa đổi và cho hai nhóm ngôi sao này bằng việc phân biết chúng khi không quan sát bằng kính thiên văn và khi quan sát bẳng kính thiên văn. Cũng với kính thiên văn, Galilei đã quan sát được một vài trong số những ngôi sao "mờ" ở trong danh mục sao của Ptolemy ông nhìn thấy tốt hơn là mây, thứ được tạo ra từ các ngôi sao. Từ đó ông đã cho rằng tinh vân và Ngân Hà là "một đống của vô số các vì sao được tập hợp lại thành các chùm". Các vì sao quá nhỏ thế nên quá khó để giải quyết các vì sao đơn lẻ chỉ bằng mắt thường.

### Vệ tinh Galileo

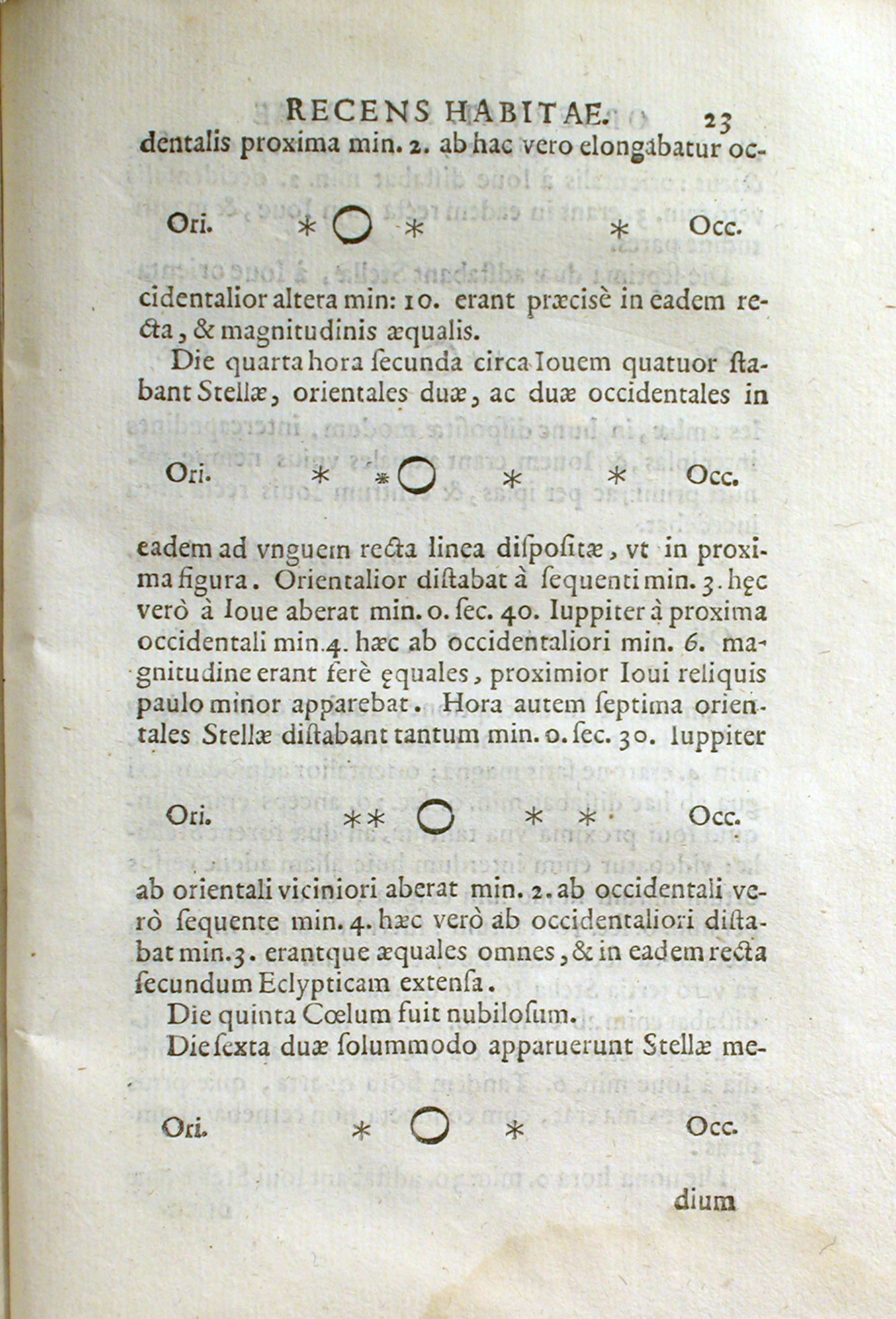
Các bản vẽ sao Mộc của Galileo và các ngôi sao dược phẩm của nó từ Sidereus Nuncius. Hình ảnh lịch sử của Lịch sử Bộ sưu tập Khoa học, Thư viện Đại học Oklahoma.

Trong phân cuối của Sidereus Nuncius, Galilei đã nói về việc quan sát được 4 vật thể xuất hiện để tạo ra một đường thẳng gần Mộc tinh. Trong đêm đầu tiên, ông phát hiện một đường gồm 3 ngôi sao nhỏ gần với Mộc tinh, song song với quỹ đạo elip của hành tinh này. Trong những đêm tiếp theo ông đã phát hiện những sự sắp xếp khác nhau và một ngôi sao nữa xuất hiện trong tầm nhìn của ông. Tổng cộng là có 4 ngôi sao xoay quanh Mộc tinh. Trong tác phẩm, Galilei đã minh họa về các vị trí tương đối của Mộc tinh và các ngôi sao đồng hành. Các ngôi sao này đã xuất hiện về đêm từ cuối tháng 1 đến đầu tháng 3. Chúng thay đổi vị trí tương đối với sao Mộc từ đêm này đến đêm khác và luôn xuất hiện trên một con đường gần hành tinh này. Điều này đã thuyết phục Galilei rằng chúng đang quay quanh Mộc tinh. Vào ngày 11 tháng 1, sau khi có những quan sát đầu tiên, Galilei đã viết: "Chính vì thế tôi đã kết luận và quyết định không ngần ngại rằng chúng là ba ngôi sao ở trên thiên đường đang quay quanh Mộc tinh, cũng như Thủy tinh và Kim tinh quay quanh Mặt Trời, điều này đã rõ như ban ngày bằng những quan sát tiếp theo. Những quan sát này cũng đã xác định rằng không chỉ có ba mà là bốn vật thể thiên văn bất thường chuyển động quay xung quanh Mộc tinh. Chuyển động của chúng quá nhanh đến nỗi mà một nhà quan sát, về tổng thể, sẽ gặp sự khác biệt khi quan sát vào mỗi giờ khác nhau."
Trong hình vẽ của mình, Galilei đã sử dụng một đường tròn mở để mô tả Mộc tinh và các dấu hoa thị để mô tả các vì sao quay quanh nó. Ông đã dùng sự phân biệt để chi ra rằng trên thực tế có sự khác biệt giữa hai loại này. Điều đó đã cho thấy một ý quan trọng rằng Galilei đã sử dụng các khái niệm hành tinh và vì sao hoán đổi cho nhau. và "cả hai từ đều được sử dụng đúng nếu chiếu theo ngôn ngữ của Aristotle đang thịnh hành đương thời".
Trong thời gian xuất bản Sidereus Nuncius, Galilei là một nhà toán học ở Đại học Padua và nhận được một hợp đồng trọn đời cho việc tạo ra nhiều chiếc kinh thiên văn mạnh hơn. Ông mong muốn trở lại Firenze, và trong niềm hy vọng tim được nhà bảo trợ, ông đã đề tặng Sdereus Nuncius cho người học trò cũ của mình giờ trở thành người đứng đầu của Đại công quốc Toscana, Cosimo II de'Medici. Thêm vào đó, Galilei cũng đặt tên 4 vệ tinh mà ông phát hiện được là "Các ngôi sao Medici" để vinh danh anh em hoàng gia nhà Medici. Điều này đã giúp cho Galilei nhận được vị trí Giám đốc của môn Toán học và Triết học cho nhà Medici tại Đại học Pisa. Cuối cùng, nỗ lực của ông để đặt tên các vệ tinh nói trên thất bại, bởi vì ngày nay chúng ta nhắc đến chúng như là các "Vệ tinh Galilei"